# Carelia orientale
La Carelia orientale (in lingua russa: Восточная Карелия, in finlandese Itä-Karjala, in careliano: Idä-Karjala), nota anche come Carelia russa, è il nome di una parte della Carelia che sin dalla pace di Stolbovo del 1617 (firmata tra Impero svedese e Regno russo per porre fine alla guerra d'Ingria) rimase ortodossa sotto il controllo russo. È separata dal resto della Carelia, chiamata anche Carelia finlandese o, storicamente, Carelia svedese (fino al 1808). La quasi totalità della Carelia orientale fa ora parte della Repubblica di Carelia all'interno della Federazione russa. È costituita principalmente dalle regioni storiche di Viena e Aunus.
Nel XIX secolo il movimento etnico-nazionalista dei fennomani guardava alla Carelia orientale come la culla della cultura finnica, "incontaminata" sia dagli scandinavi (svedesi) che dagli slavi (russi). Negli isolati e scarsamente popolati luoghi della Carelia orientale, soprattutto nella Carelia Bianca, Elias Lönnrot collezionò i canti popolari e i racconti del folclore che sarebbero poi diventati il poema epico finlandese, il Kalevala.
Il 6 dicembre 1917, poco dopo la rivoluzione d'ottobre in Russia, la Finlandia dichiarò la propria indipendenza. La Russia, in piena rivoluzione, riconobbe l'indipendenza della Finlandia il 31 dicembre 1917 obtorto collo. Dopo un breve tentativo di stabilire una monarchia, nel 1918 il Paese fece l'esperienza di una breve ma sanguinosa guerra civile fra "rossi" e "bianchi", i primi sostenuti dai sovietici i secondi dai tedeschi, guerra vinta dai 'bianchi', questo avrebbe caratterizzato la politica locale per molti anni. Il 1919 vide la nascita della repubblica finlandese. Il confine del 1917, con la divisione della Carelia tra Russia e Finlandia, venne confermato dal trattato di Tartu del 1920.
L'idea di annettere la Carelia orientale alla Finlandia («Grande Finlandia») fu largamente appoggiata dal neo indipendente stato di Finlandia e fu particolarmente in auge durante la guerra di continuazione, quando sembrò a portata di mano grazie all'intervento della Germania nazista. La quasi totalità della Carelia orientale fu occupata dalle forze finlandesi nel 1941–1944. La guerra e l'occupazione della regione fu accompagnata dal duro trattamento riservato ai civili russi, costretti al lavoro forzato e all'internamento nei campi di prigionia in quanto stranieri nemici. Dopo la guerra di continuazione e la sconfitta finlandese, cessarono le rivendicazioni per la Carelia orientale.